# Голяма джамия (Тирана)
Голямата джамия на Тирана, столицата на Албания, е разположена в центъра на града.
Идеята за изграждане на джума-джамия (петъчна, голяма, главна джамия) в града възниква още след обявяването на независимостта на Албания през 1912 г. След падането на комунистическия режим в страната (1991), потискал религията, местните мюсюлмани често отправят искания за построяване на голяма джамия, понеже съществуващите 8 храма в столицата не могат да поемат всички вярващи за седмичната обща молитва в петък по пладне.
Президентът Сали Бериша залага първия камък на джамията през 1992 г. Спикерът на парламента Петер Арбнори обаче оспорва решението за строителството и то е преустановено. Решение за възобновяване на строителството на джамията е прието при столичния кмет Еди Рама през 2010 г.
Церемонията по откриването на джамията, с участие на турския президент Реджеп Ердоган, се състои през 2015 г.
Джамията е сунитска. Има вместимост от 4500 души. Куполът е висок 30 метра, 4-те минарета са с височина 50 м.